# 14-я гвардейская бомбардировочная авиационная дивизия
14-я гвардейская бомбардировочная авиационная Брянско-Берлинская дивизия (14-я гв. бад) — авиационное соединение Военно-Воздушных сил (ВВС) Вооружённых Сил РККА бомбардировочной авиации, принимавшее участие в боевых действиях Великой Отечественной войны.

## История наименований дивизии

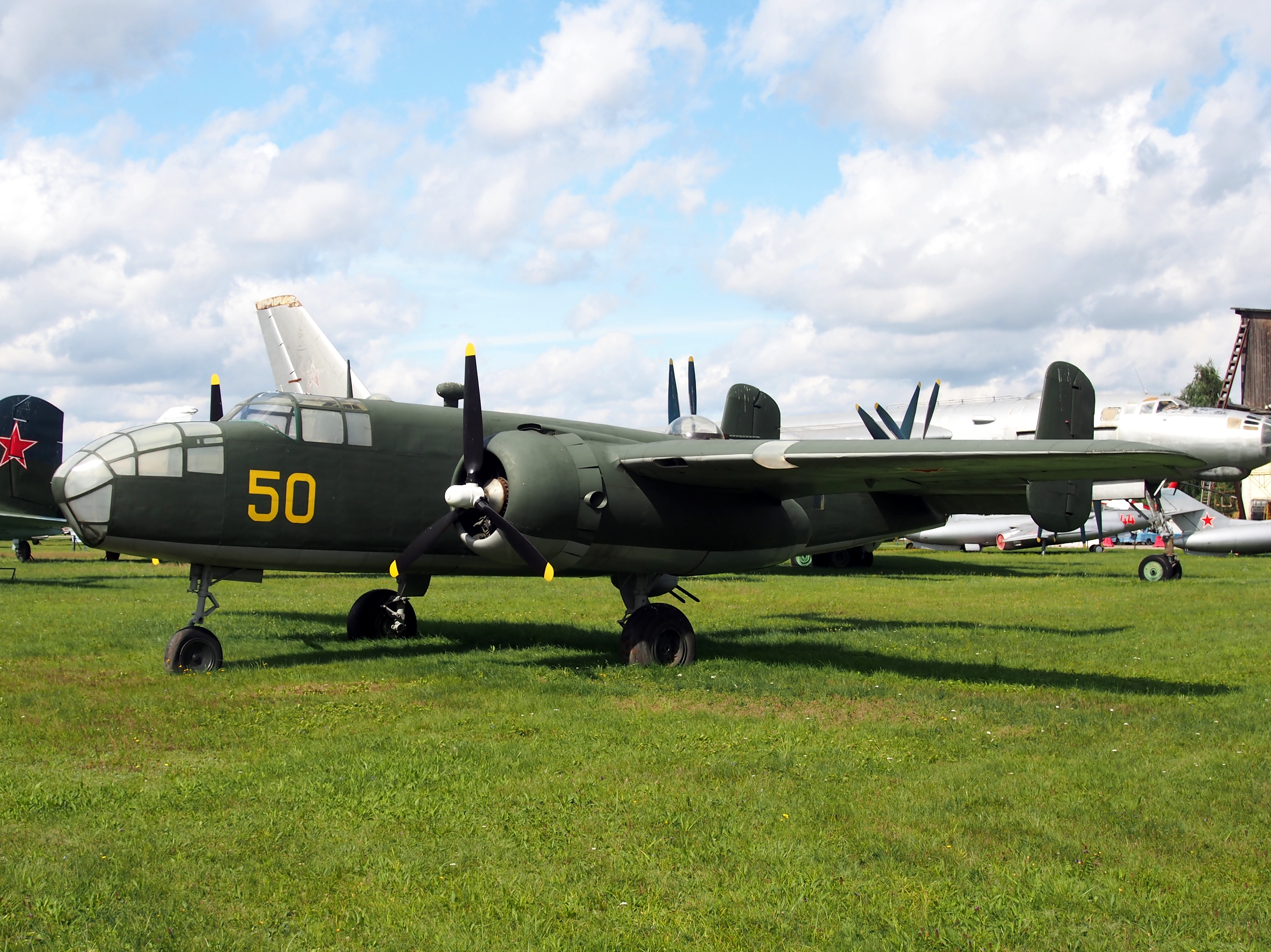
North American B-25D Mitchell в Музее в Монино. Эти самолёты стояли на вооружении полков дивизии до 1950 года.

- 222-я дальняя бомбардировочная авиационная дивизия;
- 222-я авиационная дивизия дальнего действия;
- 4-я гвардейская авиационная дивизия дальнего действия;
- 4-я гвардейская авиационная Брянская дивизия дальнего действия;
- 14-я гвардейская бомбардировочная авиационная Брянская дивизия;
- 14-я гвардейская бомбардировочная авиационная Брянско-Берлинская дивизия;
- 14-я гвардейская тяжёлая бомбардировочная авиационная Брянско-Берлинская дивизия[2];
- Войсковая часть 45153[2].

## История и боевой путь дивизии
14-я гвардейская бомбардировочная авиационная Брянская дивизия 26 декабря 1944 года преобразована из 4-й гвардейской авиационной Брянской дивизии дальнего действия Директивой Генерального Штаба № орг.10/315706 от 26 декабря 1944 года, а 4-й гвардейский авиационный корпус дальнего действия, куда входила дивизия 29 декабря 1944 года преобразован в 4-й гвардейский бомбардировочный авиационный корпус.
Весь свой боевой путь дивизия прошла в составе 4-го гвардейского бомбардировочного авиационного корпуса 18-й воздушной армии. На заключительном этапе войны дивизия поддерживала войска 2-го Белорусского фронта в Восточно-Померанской операции и овладении городом Данциг, затем действовали в полосе 1-го и 3-го Украинских фронтов при уничтожении группировки войск противника в районе Бреслау и в Берлинской наступательных операции.
За отличие в боях при овладении городом Берлин дивизии было присвоено почётное наименование «Берлинская».

### Участие в операциях и битвах
- Нижне-Силезская операция[4] — с 8 февраля 1945 года по 24 февраля 1945 года.
- Восточно-Померанская операция[4] — с 20 февраля 1945 года по 4 апреля 1945 года.
- Венская операция[4] — с 16 марта 1945 года по 15 апреля 1945 года.
- Берлинская операция[4] — с 16 апреля 1945 года по 8 мая 1945 года.

### В действующей армии
В составе действующей армии дивизия находилась с 26 декабря 1944 года по 9 мая 1945 года.

### Командир дивизии
| Звание    | Имя                       | Период                                     | Примечание                                 |
| --------- | ------------------------- | ------------------------------------------ | ------------------------------------------ |
| Полковник | Кожемякин Иван Иванович   | 26 декабря 1944 года — 24 апреля 1945 года | убыл в 12-ю воздушную армию                |
| Полковник | Щелкунов Василий Иванович | 24 апреля 1945 года — ноябрь 1947 года     | убыл на учёбу                              |
| Полковник | Щелкунов Василий Иванович | февраль 1950 года — сентябрь 1950 года     | назначен командиром 79-го гвардейского бак |

### В составе объединений
| Дата          | Армия                                | Корпус                                                       |
| ------------- | ------------------------------------ | ------------------------------------------------------------ |
| 29.12.1944 г. | 18-я воздушная армия                 | 4-й гвардейский бомбардировочный авиационный корпус          |
| 09.05.1945 г. | 18-я воздушная армия                 | 4-й гвардейский бомбардировочный авиационный корпус          |
| 10.06.1945 г. | 18-я воздушная армия                 | 4-й гвардейский бомбардировочный авиационный корпус          |
| 01.04.1946 г. | 2-я воздушная армия дальней авиации  | 4-й гвардейский бомбардировочный авиационный корпус          |
| 20.02.1949 г. | 43-я воздушная армия дальней авиации | 81-й гвардейский бомбардировочный авиационный корпус         |
| 1950 г.       | 43-я воздушная армия дальней авиации | 81-й гвардейский тяжёлый бомбардировочный авиационный корпус |
| 01.08.1956 г. | 43-я воздушная армия дальней авиации |                                                              |
| 01.08.1960 г. | 43-я воздушная армия дальней авиации |                                                              |

### Послевоенная история дивизии

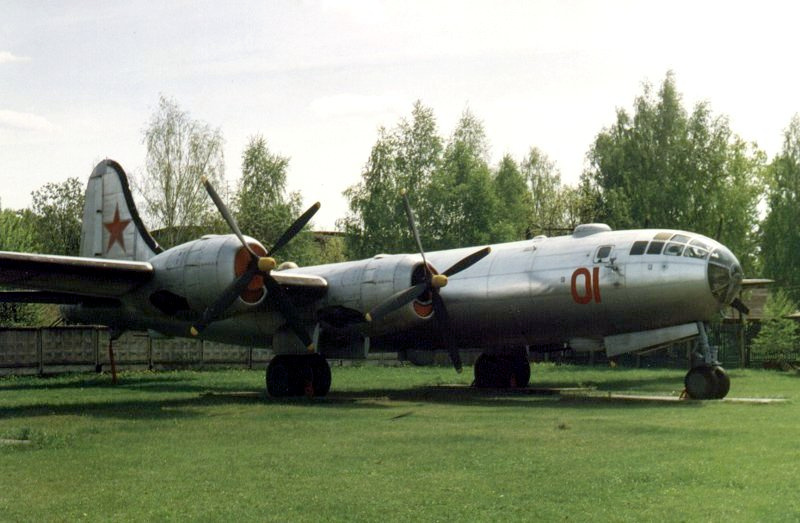
Самолёт дивизии с 1950 по 1956 годы — Ту-4. На фото единственный сохранившийся в России экземпляр самолёта в музее в Монино

После окончания войны дивизия входила в состав 4-го гвардейского бомбардировочного авиационного корпуса 18-й воздушной армии. С аэродромов под Жешувом в Польше дивизия перебазировалась на аэродром Кировоград (Кировоградская область). С апреля 1946 года дивизия в составе 4-го гвардейского бомбардировочного авиационного Брянско-Берлинского корпуса 2-й воздушной армии дальней авиации, созданной на базе 8-й воздушной армии. В 1949 году 4-й гвардейский бомбардировочный авиационный Брянско-Берлинский корпус переименован в 81-й гвардейский бомбардировочный авиационный Брянско-Берлинский корпус, а 2-я воздушная армия дальней авиации — в 43-ю воздушную армию дальней авиации. В 1950 году полки дивизии стали получать новую авиационную технику — самолёты Ту-4, оснащённые системой дозаправки топливом в воздухе и способные нанести ответные удары по передовым базам США в Западной Европе, в том числе в Англии. Дивизия и её полки к своему наименованию получили дополнительное наименование «тяжёлая». С 1952 года после перевооружения всех полков на Ту-4 дивизия именуется как 14-я гвардейская тяжёлая бомбардировочная авиационная дивизия.
С 1956 года все полки дивизии переучивались на новые самолёты — Ту-16, тяжёлый двухмоторный реактивный многоцелевой самолёт с возможностью доставки ядерных боеприпасов. В августе 1956 года 81-й гвардейский тяжёлый бомбардировочный авиационный Брянско-Будапештский корпус расформирован и дивизия вошла в прямое подчинение 43-й воздушной армии дальней авиации.

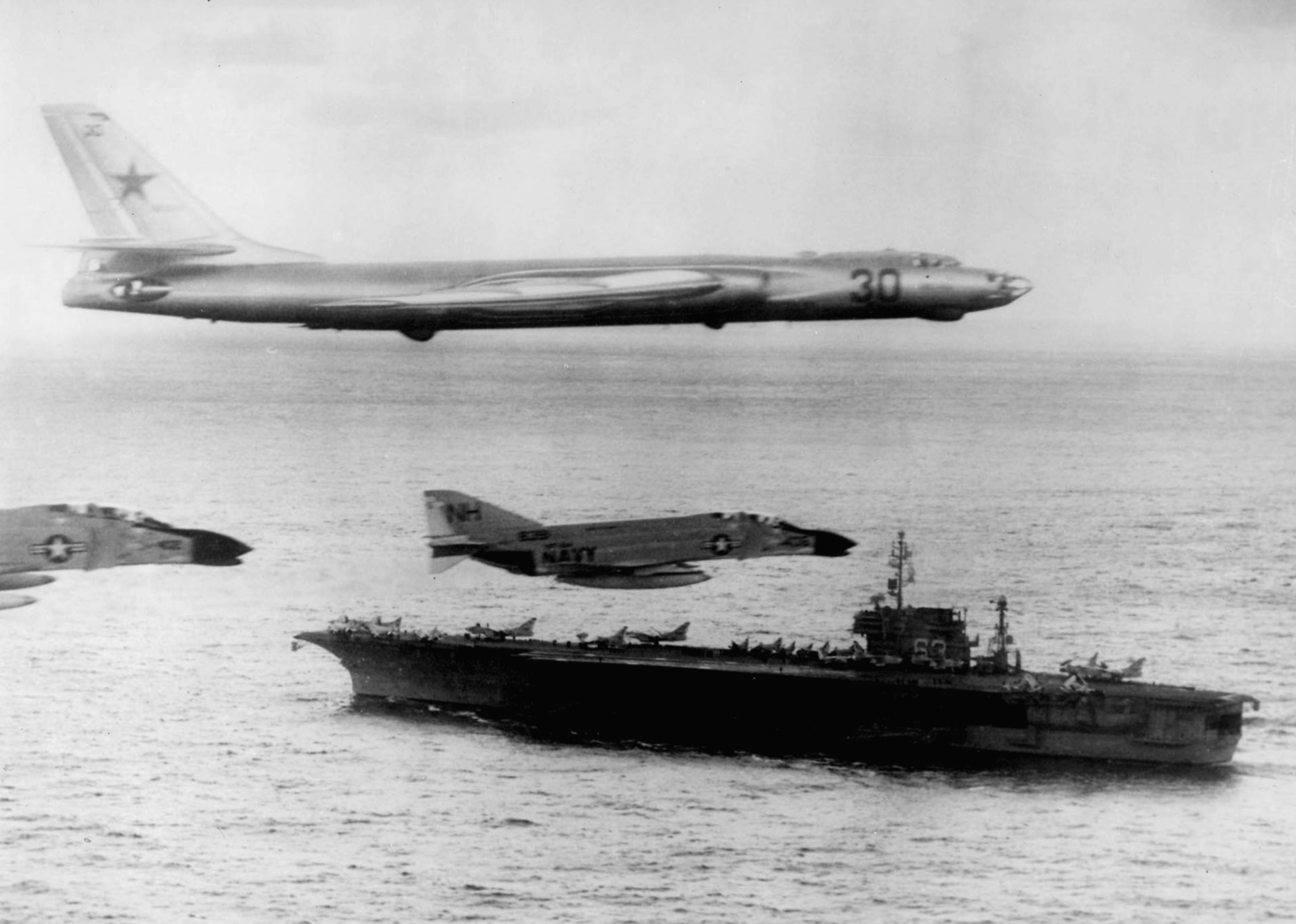
Самолёт Ту-16 возле авианосца Китти Хоук в сопровождении пары F-4E.

199-й гвардейский тяжёлый бомбардировочный авиационный полк в 1956 году получил новые самолёты Ту-16Р в варианте разведчика и был выведен из состава дивизии в прямое подчинение армии, получив новое наименование 199-й отдельный гвардейский дальний разведывательный авиационный полк.
В связи со значительным сокращении Вооружённых Сил СССР дивизия была расформирована в июне 1960 года в соответствии с Законом Верховного Совета СССР «О новом значительном сокращении ВС СССР» от 15.01.1960 г. Полки дивизии:
- 198-й гвардейский тяжёлый бомбардировочный авиационный полк — расформирован вместе с дивизией на аэродроме Борисполь в 1960 году[2];
- 229-й гвардейский тяжёлый бомбардировочный авиационный полк — расформирован вместе на аэродроме Кировоград в 1959 году[2];
- 250-й гвардейский тяжёлый бомбардировочный авиационный полк — расформирован вместе дивизией на аэродроме Кировоград в 1959 году[2].

## Части и отдельные подразделения дивизии
За весь период своего существования боевой состав дивизии претерпевал изменения:
| Период                     | Наименование                                                | Вооружение                                                            |
| -------------------------- | ----------------------------------------------------------- | --------------------------------------------------------------------- |
| 26.12.1944 — 21.12.1945 г. | 15-й гвардейский бомбардировочный авиационный полк          | В-25, переименован в 198-й гв. бап                                    |
| 26.12.1944 — 21.12.1945 г. | 27-й гвардейский бомбардировочный авиационный полк          | В-25, переименован в 199-й гв. бап                                    |
| 26.12.1944 — 1952 г.       | 229-й гвардейский бомбардировочный авиационный полк         | В-25, Ту-4, переименован в 229-й гв. тбап                             |
| 26.12.1944 — 1953 г.       | 250-й гвардейский бомбардировочный авиационный полк         | В-25, Ту-4, переименован в 250-й гв. тбап                             |
| 21.12.1945 — 1952 г.       | 198-й гвардейский бомбардировочный авиационный полк         | В-25, Ту-4, переименован в 198-й гв. тбап                             |
| 21.12.1945 — 1952 г.       | 199-й гвардейский бомбардировочный авиационный полк         | В-25, Ту-4, переименован в 199-й гв. тбап                             |
| 1952 — 1959 г.             | 198-й гвардейский тяжёлый бомбардировочный авиационный полк | Ту-4, Ту-16, расформирован                                            |
| 1952 — 1956 г.             | 198-й гвардейский тяжёлый бомбардировочный авиационный полк | Ту-4, Ту-16Р, переименован в 199-й гв. драп, убыл в состав 43-й ВА ДА |
| 1952 — 1959 г.             | 229-й гвардейский тяжёлый бомбардировочный авиационный полк | Ту-4, Ту-16, расформирован                                            |
| 1953 — 1960 г.             | 250-й гвардейский тяжёлый бомбардировочный авиационный полк | Ту-4, Ту-16, расформирован                                            |

### Боевой состав на 9 мая 1945 года
| Наименование                                        | Вооружение |
| --------------------------------------------------- | ---------- |
| 15-й гвардейский бомбардировочный авиационный полк  | В-25       |
| 27-й гвардейский бомбардировочный авиационный полк  | В-25       |
| 229-й гвардейский бомбардировочный авиационный полк | В-25       |
| 250-й гвардейский бомбардировочный авиационный полк | В-25       |

## Почётные наименования
- 14-й гвардейской Брянской бомбардировочной авиационной дивизии за отличия в боях при овладении городом Берлин присвоено почётное наименование «Берлинская»[6].

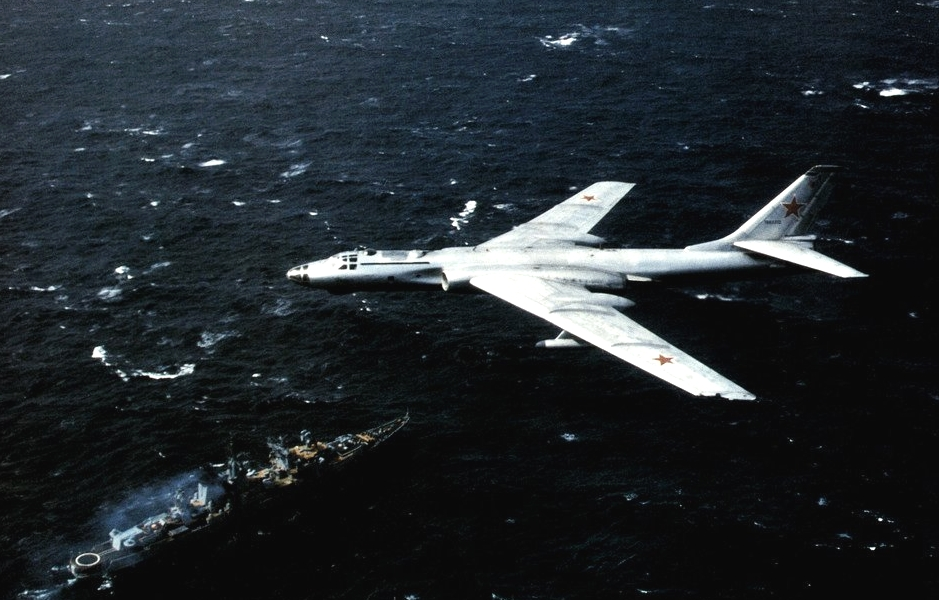
Самолёт Ту-16 в нейтральных водах. В 1956 году все полки дивизии были перевооружены на эти самолёты

## Награды
- 15-й гвардейский бомбардировочный авиационный Севастопольский полк Указом Президиума Верховного Совета СССР от 11 июня 1945 года награждён орденом «Боевого Красного Знамени».

## Благодарности Верховного Главнокомандующего
Воинам дивизии в составе корпуса объявлены благодарности Верховного Главнокомандующего:
- За отличие в боях при овладении в Домбровском угольном районе городами Катовице, Семяновиц, Крулевска Гута (Кенигсхютте), Миколув (Николаи) и в Силезии городом Беутен[7].
- За отличие в боях при разгроме окружённой группировки противника в Будапеште и овладении столицей Венгрии городом Будапешт — стратегически важным узлом обороны немцев на путях к Вене[8].
- За отличие в боях при овладении городами Секешфехервар, Мор, Зирез, Веспрем, Эньинг, а также при занятии более 350 других населённых пунктов[9].
- За отличие в боях при овладении городом и крепостью Гданьск — важнейшим портом и первоклассной военно-морской базой немцев на Балтийском море[10].
- За отличие в боях при овладении крепостью и главным городом Восточной Пруссии Кенигсберг — стратегически важным узлом обороны немцев на Балтийском море[11].
- За отличие в боях при овладении городами Франкфурт-на-Одере, Вандлитц, Ораниенбург, Биркенвердер, Геннигсдорф, Панков, Фридрихсфелъде, Карлсхорст, Кепеник и вступление в столицу Германии город Берлин[12].
- За отличие в боях при разгроме берлинской группы немецких войск и овладением столицы Германии городом Берлин — центром немецкого империализма и очагом немецкой агрессии[13].
- За отличие в боях при овладении портом и военно-морской базой Свинемюнде — крупным портом и военно-морской базой немцев на Балтийском море[14].

## Отличившиеся воины дивизии
- Вербицкий, Александр Евлампиевич, гвардии капитан, командир корабля 27-го гвардейского бомбардировочного авиационного полка 14-й гвардейской бомбардировочной авиационной дивизии 4-го гвардейского бомбардировочного авиационного корпуса 18-й воздушной армии Указом Президиума Верховного Совета СССР 15 мая 1946 года удостоен звания Герой Советского Союза. Золотая Звезда № 7517
- Миронов Алексей Николаевич, гвардии капитан, заместитель командира эскадрильи 250-го гвардейского бомбардировочного авиационного полка 14-й гвардейской бомбардировочной авиационной дивизии 4-го гвардейского бомбардировочного авиационного корпуса 18-й воздушной армии Указом Президиума Верховного Совета СССР 18 августа 1945 года удостоен звания Герой Советского Союза. Золотая Звезда № 9069
- Петрушевич, Василий Васильевич, гвардии капитан, командир эскадрильи 27-го гвардейского бомбардировочного авиационного полка 14-й гвардейской бомбардировочной авиационной дивизии 4-го гвардейского бомбардировочного авиационного корпуса 18-й воздушной армии Указом Президиума Верховного Совета СССР 15 мая 1946 года удостоен звания Герой Советского Союза. Золотая Звезда № 7525
- Попов, Александр Фёдорович, гвардии капитан, штурман эскадрильи 15-го гвардейского бомбардировочного авиационного полка 14-й гвардейской бомбардировочной авиационной дивизии 4-го гвардейского бомбардировочного авиационного корпуса 18-й воздушной армии Указом Президиума Верховного Совета СССР 15 мая 1946 года удостоен звания Герой Советского Союза. Золотая Звезда № 9063
- Старжинский, Иван Ильич, гвардии подполковник, штурман 27-го гвардейского бомбардировочного авиационного полка 14-й гвардейской бомбардировочной авиационной дивизии 4-го гвардейского бомбардировочного авиационного корпуса 18-й воздушной армии Указом Президиума Верховного Совета СССР 15 мая 1946 года удостоен звания Герой Советского Союза. Золотая Звезда № 2858

## Базирование
| Период            | Аэродром                           |
| ----------------- | ---------------------------------- |
| 04.1945 — 12.1945 | Жешув, Польша                      |
| 12.1945 — 08.1960 | Кировоград, Кировоградская область |